# Gregory Jarvis

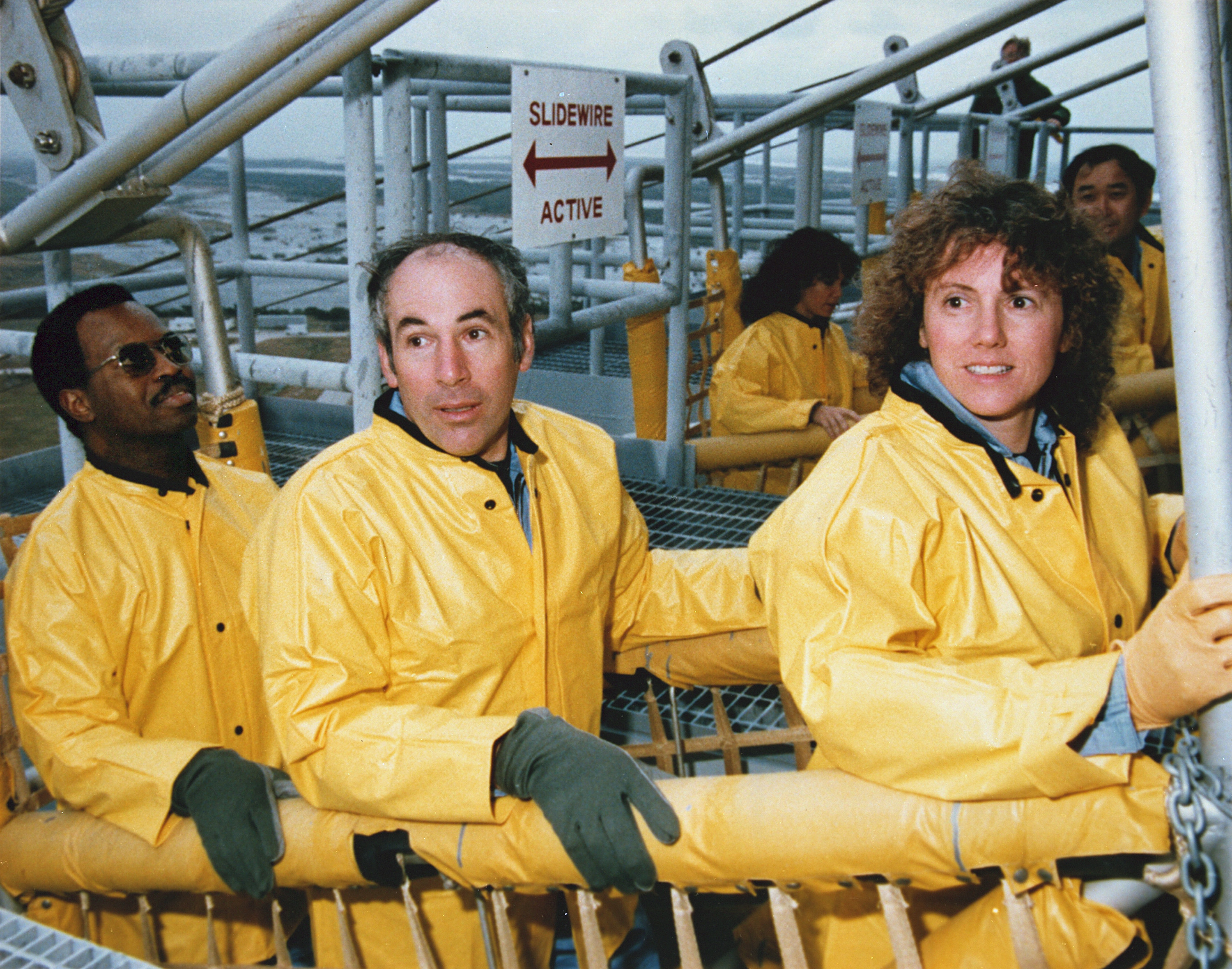
Załoga Challengera podczas ćwiczeń awaryjnego opuszczania promu. Od lewej: Ronald McNair, Gregory Jarvis, Judy Resnik, Christa McAuliffe i Ellison Onizuka

Gregory Bruce Jarvis (ur. 24 sierpnia 1944 w Detroit, zm. 28 stycznia 1986 nad półwyspem florydzkim) – amerykański astronauta, magister inżynier elektryk. Poniósł śmierć na pokładzie wahadłowca Challenger, który eksplodował 73 sekundy po starcie z Przylądka Canaveral.

## Wykształcenie, służba wojskowa i praca zawodowa
- 1962 – ukończył Mohawk Central High School w miejscowości Mohawk w stanie Nowy Jork.
- 1967 – uzyskał dyplom inżyniera elektryka na Uniwersytecie w Buffalo (University at Buffalo, The State University of New York), a następnie rozpoczął pracę w koncernie zbrojeniowym Raytheon, w miejscowości Bedford w stanie Massachusetts. Zajmował się projektowaniem obwodów elektrycznych do pocisku typu ziemia-powietrze w ramach programu SAM-D.
- 1969 – po uzyskaniu magisterium w dziedzinie elektrotechniki na bostońskim Northeastern University odszedł z firmy Raytheon i wstąpił do US Air Force. Otrzymał przydział do biura programu satelitów komunikacyjnych w Centrum Systemów Kosmicznych i Rakietowych (Space and Missile Systems Center) z siedzibą w El Segundo w Kalifornii. Pracował m.in. nad projektem i wdrożeniem wojskowego satelitarnego systemu telekomunikacyjnego – FLTSATCOM.
- 1973 – odszedł z wojska w stopniu kapitana. Następnie podjął pracę w Hughes Aircraft Company, obejmując w zespole komunikacji kosmicznej stanowisko inżyniera podsystemów komunikacyjnych dla satelitów telekomunikacyjnych Marisat.
  - W owym czasie ukończył drugi fakultet, uzyskując na West Coast University w Los Angeles magisterium w dziedzinie badań operacyjnych.
- 1975 – kierował testami oraz montażem satelity telekomunikacyjnego Marisat F-3.
- 1976 – po wyniesieniu satelity na orbitę przeszedł do Systems Applications Laboratory, gdzie zajmował się systemami łączności (UHF, SHF) amerykańskich dla sił strategicznych.
- 1978–1984 – pracował w Advanced Program Laboratory nad koncepcją i wersją wstępną programu Syncom IV/Leasat, którego celem była budowa serii geosynchronicznych satelitów telekomunikacyjnych. Następnie w wydziałach konstrukcyjnych zajmował się szczegółowymi zagadnieniami technicznymi z zakresu podsystemów i infrastruktury satelity, kierował montażem i testami satelitów Leasat F-1, F-2 i F-3 oraz ich gniazd mocujących, mających zapewnić bezpieczny transport orbiterów w ładowni wahadłowca. Po wyekspediowaniu F-1 w 1983 do Centrum Kosmicznego na Przylądku Canaveral powrócił do Systems Applications Laboratory. Pracował w nim do lipca 1984, kiedy to został wybrany przez Hughes Aircraft Company do zaakceptowanej przez NASA grupy kandydatów na astronautę-specjalistę ładunku wahadłowca.

## Praca w NASA
- 1984–1985 – pod odbyciu rocznego szkolenia uzyskał kwalifikacje specjalisty misji. Następnie został skierowany do pracy w Biurze Astronautów NASA. Pierwotnie miał polecieć w kosmos w marcu 1985 w ramach misji STS-51-D, później przeniesiono go do ekipy lipcowej wyprawy STS-51-G. Ostatecznie jednak został przydzielony do załogi promu Challenger, który w styczniu 1986 miał wystartować z misją STS-51-L.
- 28 stycznia 1986 – 73 sekundy po starcie z Przylądka Canaveral wahadłowiec Challenger – znajdujący się w fazie wznoszenia – eksplodował na pułapie 14,6 km. Wraz z Jarvisem w katastrofie śmierć poniosło sześcioro pozostałych członków załogi: Francis Scobee, Michael John Smith, Judith Resnik, Ronald McNair, Ellison Onizuka i Christa McAuliffe. Jego prochy zostały rozrzucone nad Oceanem Spokojnym[1].

## Odznaczenie
- Congressional Space Medal of Honor – przyznany pośmiertnie w 2004

## Życie prywatne
- Był żonaty.
- W wolnym czasie biegał na nartach, uprawiał turystykę pieszą, spływy pontonowe na rzekach górskich oraz grał w racquetball.
- Był muzykiem amatorem. Grał na gitarze akustycznej.